# Путини
Путини (итал. Putini) су насељено место у Републици Хрватској у Истарској жупанији. Административно је у саставу општине Канфанар.

## Географија
Насеље се налази у централној Истри, 12 км североисточно од Ровиња, а 8 км југозападно од центра општине Канфанар, на магисдтралном путу Канфалар—Ровињ. Становништво се бави пољопривредом (маслине,грожђе, пшеница).

## Историја
До територијалне реорганизације у Хрватској налазило се у саставу старе општине Ровињ.

## Становништво
Према попису становништва из 2011. године у насељу Путини било је 69 становника који су живели у 22 породична домаћинства.
Кретање броја становника по пописима 1857—2001.
| година пописа   | 1857. | 1869. | 1880. | 1890. | 1900. | 1910. | 1921. | 1931. | 1948. | 1953. | 1961. | 1971. | 1981. | 1991. | 2001. | 2011. |
| Број становника | 0     | 0     | 18    | 20    | 18    | 26    | 0     | 0     | 25    | 27    | 29    | 30    | 38    | 40    | 46    | 69    |

Напомена: У 1857. и 1869. 1921. и 1931, подаци су садржани у насељу Сошићи.